# Єврейська автономна область

Євре́йська автоно́мна о́бласть (рос. Евре́йская автоно́мная о́бласть; їд. ייִדישע אװטאָנאָמע געגנט — їдише автономе ґеґнт) — автономна область Російської Федерації, входить до складу Далекосхідного федерального округу.
Адміністративний центр — м. Біробіджан.
Межує на півдні з Китаєм (по річці Амур), на заході — з Амурською областю, на сході — з Хабаровським краєм.
Утворено 28 березня 1928.

## Географічне положення
За своїми природними і кліматичними умовами область належить до одного зі сприятливих куточків Далекого Сходу Росії. Її територію представлено двома типами рельєфу — гірським і рівнинним. Гірські області — південна частина великої Хінгано-Буреїнської гірської системи, що займає приблизно половину всієї площі. Рівнинна частина, що простирається на півдні й сході, представляє західну окраїну Середньо-Амурської низовини.
Клімат помірний, мусонний. Зима мало сніжна й холодна (середні температури -25…-40 °C), літо тепле й вологе. Значний вплив на клімат робить рельєф місцевості. Протягом року на рівнині випадає 450—500 мм опадів, причому близько 75 відсотків опадів випадає в період із травня по вересень.
Головне багатство області — родючі землі, різноманітні корисні копалини, річки Амур, Біра, Біджан і їхні притоки з різноманітною іхтіофауною, великі ліси. З 2,2 млн га лісових угідь 170 тис. га зайнято кедровими лісами, 223 тис. га — ялиново-ялицевими, 145 тис. га — листяними. Запас деревини становить 167 млн м³.
З південного заходу, півдня й південного сходу протягом 584 км територія області омивається водами однієї з найбільших річок Євразії — Амуру. Ширина русла в західних межах області (біля села Пашково) — 1,5 км, у східних — 2,5 км. Амур покритий льодом 5 місяців — з кінця листопада до двадцятих чисел квітня. Узимку товщина льоду досягає 2 м, що дозволяє здійснювати по річці вантажні й пасажирські перевезення. Навігація триває в середньому 180 днів. До басейну Амуру належить ряд великих (завдовжки більше 10 км) і 1146 малих (завдовжки менш 10 км) річок. Це Біра, Біджан, Біракан, Ін, Урмі, Ікура й інші. Загальна довжина річкової мережі становить 8231 км. Верхів'я річок Біра й Біджан служать нерестовищем для далекосхідної кети.
Флора області налічує сотні найменувань рослин, у тому числі більше 200 медоносних, близько 300 видів лікарських, тайга багата ягодами, грибами й горіхом. Різноманітний тваринний світ: тут водяться бурий і гімалайський ведмеді, непальська куниця, лисиця, норка, соболь, кабан, лось, ізюбр, фазан, різні породи качок. Фауна ссавців нараховує 59 видів.
У водоймах області живе 73 види риб, у тому числі білий і чорний амур, верхогляд, желтощек, калуга, кета, ленок, амурський лящ, осетер, короп, минь, таймень, товстолоб, харіус, щука й інші. Сім видів, що перебувають під особливою охороною, занесені в Червону книгу Росії. Для відтворення далекосхідної популяції лососевих риб в області діє два риборозплідні заводи потужністю закладки 64,5 млн ікринок на рік.
П'ять державних природних комплексних заповідників займають 225 тис. га, що становить 7% території області.
Сприятливі ґрунтово-кліматичні умови, значна тривалість вегетаційного періоду, висока річна сума позитивних температур і достаток опадів у теплий період року дозволяють вирощувати багато сільськогосподарських культур — зернові й зернобобові (у тому числі сою), овочі, картоплю, баштанні. Важливими галузями сільськогосподарського виробництва є м'ясне й молочне тваринництво, птахівництво.
Земельні ресурси області становлять 36 266 км². Є 391,1 тис. га сільськогосподарських угідь, у тому числі близько 136,1 тис. га орних земель. При проведенні меліоративних робіт площа ріллі може бути збільшена в 3-4 рази.

## Історія

мапа Єврейської автономної області в 1960

28 березня 1928 Президія ЦВК СРСР ухвалює постанову «Про закріплення за КОМЗЄТом для потреб суцільного заселення працюючими євреями вільних земель у приамурській смузі Далекосхідного краю». 20 серпня 1930 ЦВК РРФСР приймає постанову «Про утворення в складі Далекосхідного краю Біро-Біджанського національного району».
Після перетворення всіх інших автономних областей РРФСР/РФ у республіки на початку 1990-х років Єврейська АО залишилася єдиною автономною областю РФ. Від інших національних автономій у складі Росії (а раніше й усього СРСР) Єврейська АО відрізняється унікальною історією; вона створена на початку 1930-х років як національно-територіальне утворення для переселенців, що прибули туди вже в роки Радянської влади, на території, що ніколи раніше не була місцем компактного проживання цього народу. Євреї-переселенці, що прибули в Приамур'я в 1930-і роки, і їхні нащадки ніколи не становили більшості населення АО, а після масштабної еміграції в Ізраїль в 1990-і роки стали дуже невеликою меншістю. Однак назва й статус автономної області, що підтримується неповторним символічно-культурним колоритом і історичною долею, зберігається.

## 1-і секретарі Єврейського обласного комітету ВКП(б)/КПРС
- 1934—1937 — Хавкін Матвій Павлович
- 1937—1937 — Риськін Арон Борисович
- 1937—1941 — Сухарєв Гірш Нохимович
- 1941—1943 — Савік Павло Степанович
- 1943—1949 — Бахмутський Олександр Наумович
- 1949—1952 — Симонов Павло Васильович
- 1952—1955 — Шитиков Олексій Павлович
- 1955—1957 — Бенькович Лев Єфремович
- 1957—1959 — Патлай Інокентій Якимович
- 1959—1962 — Чорний Олексій Клементійович
- 1962—1970 — Подгаєв Григорій Юхимович
- 1970—1987 — Шапіро Лев Борисович
- 1987—1990 — Корсунський Борис Леонідович
- 1990—1991 — Капеїстов Анатолій Володимирович

## Голови виконавчого комітету Єврейської обласної ради
- 1934—1936 — Ліберберг Йосип Ізраїльович
- 1936—1937 — Каттель Михайло Абрамович
- 1937—1938 — Геллер Мирон Борисович, в.о.
- 1938—1939 — Біглер Микола Соломонович, в.о.
- 1939—1940 — Усик Єгор Дмитрович, в.о.
- 1940—1941 — Захаров Петро Матвійович
- 1941—1947 — Зільберштейн Михайло Нафтулович
- 1947—1949 — Левітін Михайло Євелевич
- 1949—1955 — Бенькович Лев Єфремович
- 1955—1960 — Клименко Пилип Трохимович
- 1961—1962 — Подгаєв Григорій Юхимович
- 1962—1971 — Оковитов Андрій Іванович
- 1971—1985 — Дувакін Сергій Тимофійович
- 1985—1991 — Кауфман Марк Матвійович

## Населення
Населення області — 188,7 тис. осіб (на 1 січня 2005); ЄАО — один із найменше населених суб'єктів РФ. За даними Всеросійського перепису населення 2002 та 2012 року національний склад області такий: 
| Народ    | Чисельність, 2002. (* [Архівовано 24 січня 2012 у WebCite]) | 2012. (* [Архівовано 1 травня 2020 у Wayback Machine.]) |
| -------- | ----------------------------------------------------------- | ------------------------------------------------------- |
| Росіяни  | 171 697 (89,94 %)                                           | 160 185 (92,7 %)                                        |
| Українці | 8 483 (4,44 %)                                              | 4 871 (2,8 %)                                           |
| Євреї    | 2 327 (1,22 %)                                              | 1 628 (1,0 %)                                           |
| Татари   | 1 196 (0,63 %)                                              | 879 (0.5 %)                                             |

До 1917 територія ЄАО перебувала у складі Амурської області та була переважно заселена амурськими козаками, а також українськими та російськими селянами.
Від 1928 цей терен, що входив до складу Далекосхіднього краю, починає інтенсивно колонізуватися єврейськими переселенцями з західної частини СССР (зокрема і з України) та інших країн світу.
У 1970-1990-х відбувалася інтенсивна репатріація єврейського населення до Ізраїлю.

### Українці
За переписом 1926 в тодішньому Біробіджанському районі мешкало 2252 українців (6,9 %).
У 1989 році Біробіджанським відділенням Фонду культури СССР було проведено свято української культури «Ласкаво просимо на свято», у межах якого було влаштовано виставки української літератури, народної творчості та української національної кухні. У святі взяв участь український поет Станіслав Тельнюк.
У 1990 в ЄАО побували українські літератори — поети Л. Горлач, А. Мищенко, письменник А. Деко.
На початку 1990-х у Біробіджані робилися спроби організації українського громадського життя — створено клуб української культури «Світанок» (голова — Ніна Бредова), гуртки української пісні та вишивки, проводилися дні української культури тощо. Представники ЄАО брали участь у V Українському Далекосхідному з'їзді (1993).
У селі Тельмана діяла незареєстрована парафія Української Православної Церкви — Київського Патріархату, організована ієреєм о. В. Бубнюком (1999—2001). У с. Камишовка Смидовицького району діє український фольклорний ансамбль «Камишинка».
Нині українське населення області неухильно скорочується через смертність старшого покоління та тотальну русифікацію молодшого, а також через від'їзд уродженців України до батьківщини.

## Релігія
На 1 жовтня 2004 р. в області зареєстровано 34 релігійні юдейські організації, а також 17 організацій євангельських християн-баптистів та інші. У дні святкування 70-річчя Єврейської автономної області відбулося відкриття Головної синагоги, побудованої за всіма канонами юдаїзму.

## Адміністративний устрій
Міський округ:
- Місто Біробіджан

Райони:
- Біробіджанський район
- Ленінський район
- Облученський район
- Октябрський район
- Смідовицький район

## Мінеральні ресурси
На території ЄАО виявлені й розвідані родовища більше 20 видів корисних копалин, у тому числі великі родовища заліза, марганцю, олова, золота, графіту, брусита, магнезитів, цеолітів, будматеріалів, є цілющі мінеральні джерела. По насиченості родовищ і рудопроявлений, концентрації корисних копалин область є однієї з найбагатших територій Росії. Однак потенціал її природних ресурсів до кінця не вивчений і не розвіданий. До того ж переважна частина продукції мінерально-сировинного комплексу вивозиться,переробних підприємств украй мало. Найперспективніші поклади корисних копалин можуть і повинні привернути увагу вітчизняних і закордонних інвесторів. Це дозволило б повніше використовувати мінерально-сировинну базу ЄАО.